# Phriconyma erebocosma
Phriconyma erebocosma är en fjärilsart som beskrevs av Oswald Beltram Lower 1900. Phriconyma erebocosma ingår i släktet Phriconyma och familjen praktmalar, Oecophoridae. Inga underarter finns listade i Catalogue of Life.